# Guillermo Rodríguez Lara
Guillermo Antonio Rodríguez Lara (Pujilí, 4 de noviembre de 1923)es un exdictador, militar, político y agricultor ecuatoriano.
Fue presidente del Ecuador en un período de facto durante un lapso que se extendió por casi cuatro años, suceso ocurrido tras el incruento derrocamiento de José María Velasco Ibarra en febrero de 1972. Gobernó el país desde el 15 de febrero de 1972 hasta el 11 de enero de 1976.
Asumió el poder en virtud de ser el oficial más antiguo al momento en que las Fuerzas Armadas del Ecuador decidieron intervenir políticamente y dar un golpe de Estado para establecer un gobierno que se autodenominó "nacionalista y revolucionario", y cuyo objetivo era controlar e invertir los cuantiosos ingresos producidos por la exportación de petróleo que se comenzaron a percibir a comienzos de la década de 1970, coincidiendo con la grave crisis energética mundial.
Su ascenso al poder se dio en medio de un ambiente bastante convulsionado e incierto, y debido a que se quiso evitar la celebración de unas elecciones generales con ello se logró impedir que Assad Bucaram Elmhalin participara y ganara en las nunca celebradas elecciones presidenciales de 1972. En un principio se pensó que el gobierno de Rodríguez Lara iba a ser de una tendencia progresista o inclinada hacia una izquierda moderada. Finalmente no se cumplieron las expectativas iniciales de cambio, lo cual a la postre produjo un desgaste de la gestión gubernamental del general Rodríguez Lara, circunstancia que culminó con su alejamiento definitivo del poder y de la política ecuatoriana. 
El triunvirato militar que sucedió a Rodríguez decidió asumir voluntariamente un plan de retorno a la democracia que se ejecutó sin mayores dificultades operativas, con una gran distancia de tiempo, entre la celebración de la primera y segunda vuelta electoral, para elegir el nuevo presidente y el vicepresidente.

## Biografía

### Carrera y estudios realizados
Guillermo Rodríguez Lara nació el 4 de noviembre de 1923 en la ciudad de Pujilí, una pequeña localidad ubicada en el área rural de la provincia interandina de Cotopaxi del Ecuador. Realizó sus estudios secundarios en el Colegio Militar Eloy Alfaro de Quito, lugar donde en aquella época se formaban los oficiales del Ejército de Ecuador. En 1944 recibió una beca para continuar sus estudios en la escuela militar de Colombia, establecimiento donde alcanzó excelentes calificaciones y por ello, obtuvo el grado de primer alférez. Posteriormente recibió el grado de subteniente de ingenieros del Ejército Ecuatoriano y donde obtuvo, con un gran merecimiento, la primera antigüedad del curso. En 1945 inició sus estudios superiores en la Escuela de Artilleros e Ingenieros, fue el mejor de su clase. 
En 1947 fue becado para continuar sus estudios en la Escuela Superior Técnica de Argentina, obteniendo excelentes resultados académicos y graduándose como ingeniero militar con magníficas calificaciones. También cursó estudios en los Estados Unidos (en la Escuela de las Américas).

### Trayectoria militar y laboral
De 1962 a 1964 Rodríguez Lara desempeñó las funciones de profesor en la Escuela de las Américas en Panamá. En 1966, se incorporó al Estado Mayor de la Academia de Guerra del Ejército y fue condecorado por el presidente Clemente Yerovi. Tras el intento de golpe militar de marzo de 1971 hubo una reorganización del alto mando de las Fuerzas Armadas del Ecuador. Eso favoreció a Rodríguez Lara, quien fue nombrado comandante general del Ejército por el presidente José María Velasco Ibarra, quien a la sazón cumplía su quinto mandato presidencial (1968-1972).

### Condecoraciones, distinciones, reconocimientos y medallas recibidas
El general Rodríguez Lara es poseedor de condecoraciones y medallas, tanto nacionales y extranjeras, las que le fueron entregadas a lo largo de su carrera profesional y militar. Fue condecorado con el Gran Collar de la Escuela Superior y Colegio Militar. Además recibió condecoraciones de Colombia y Venezuela. En 2013 recibió una condecoración denominada "Simón Bolívar" en la ciudad de Ibarra, la cual le fue otorgada por la Sociedad Bolivariana, núcleo de Imbabura. 

### Vida personal y familiar
En 1953 contrajo matrimonio en su ciudad natal con Aída Judith León, con quien llegó a tener cinco hijos. A Rodríguez Lara se le conoce popularmente con el apodo de "Bombita". Hasta el golpe de Estado fue un personaje desconocido en la escena política nacional del Ecuador.

## Antecedentes políticos al golpe

### El peso político del factor Bucaram
El país estaba a las puertas de unos comicios generales que nunca se celebraron, y en los que Assad Bucaram era el considerado candidato favorito. Assad Bucaram militaba activamente en el partido Concentración de Fuerzas Populares (CFP). Ninguno de sus contendores exhibía el arrastre y la fuerza electoral que a este se le atribuía, los contendores de Bucaram utilizaron los más diversos recursos para intentar neutralizarlo y sacarlo de la vida política del país. Como acusarlo de no ser ecuatoriano de nacimiento, estrategia nuevamente usada para no permitirle ser candidato a presidente cuando se produjo el retorno a la democracia en 1979 o ser candidato a vicealcalde de Guayaquil en las elecciones de 1978. Él siempre alegó haber nacido en la ciudad de Ambato.
Los empresarios y propietarios de grandes extensiones pensaban que Assad Bucaram podía emprender una agresiva campaña de expropiaciones o nacionalizaciones que los despojara de sus posesiones. 

### Dictadura civil de Velasco Ibarra
Previamente, el presidente Velasco Ibarra se había declarado dictador civil en 1970, disolvió el parlamento, creándose las condiciones que condujeron a culminar en febrero de 1972 con la toma del poder de parte de los militares. La democracia apenas había alcanzado a durar unos pocos años, desde que la Junta Militar dirigida por el contralmirante Ramón Castro Jijón fuera obligada a renunciar tras una violenta revuelta popular. Y de los tres presidentes que sucedieron a la Junta Militar hasta el golpe de Rodríguez Lara, solo uno, Velasco Ibarra. Los otros dos, Clemente Yerovi Indaburu y Otto Arosemena Gómez, accedieron a la presidencia en calidad de mandatarios interinos.

## Golpe de Estado y llegada de Rodríguez Lara al poder
El 15 de febrero de 1972, fue ejecutado un golpe de Estado, dirigido por un oficial de la Armada del Ecuador, el entonces comandante Jorge Queirolo Gómez, pero que llevó finalmente al general Guillermo Rodríguez Lara al poder, durante la madrugada. El golpe se realizó en la ciudad de Guayaquil, sin que se produjeran hechos de violencia relevantes. El despliegue militar fue mínimo y pasó prácticamente inadvertido para la población y la guardia militar de la ciudad, incluso en el barrio en el que se encontraba la residencia presidencial (Los Ceibos). Para aprovechar el factor sorpresa, la operación se realizó al anochecer del Martes de Carnaval (feriado muy tradicional en Ecuador), por lo que la mayor parte de la población estaba distraída por los festejos, incluidos los efectivos de la Brigada de Infantería Nr. 5 "Guayas", encargada de la seguridad y que estaba situada relativamente cerca del centro de la ciudad. Encontrándose solo unos pocos soldados y un oficial de guardia presentes.  

### Exilio de Velasco Ibarra
Ese mismo día, sin dar tiempo a que sus partidarios reaccionen, Velasco Ibarra fue rápidamente expulsado de Ecuador y obligado a abordar un avión de la Fuerza Aérea del Ecuador (FAE) que lo trasladó a Panamá, desde donde partió poco después a Buenos Aires, Argentina, de donde regresó a Ecuador en 1979 tras la muerte de su esposa Corina del Parral en un accidente de tránsito. Este hecho marcó el fin de la carrera política de José María Velasco Ibarra, ya que este nunca más intervino en la vida pública de Ecuador y solo hizo ocasionalmente declaraciones aisladas.

## La presidencia
Se definió políticamente como un ecuatoriano de izquierda moderada y con afanes progresistas, pero sin tendencias totalitarias, marxista-leninistas o prosoviéticas. En la práctica se alineó con los Estados Unidos, cuyo gobierno dependía mucho sobre todo en lo comercial y tecnológico. El gobierno de Rodríguez Lara se caracterizó por ser menos represor que otras dictaduras contemporáneas de la región. No se reportaron casos confirmados de desaparecidos políticos entre 1972 y 1976, ni ejecuciones extrajudiciales. Tampoco se sabe de opositores asesinados y/o atacados por orden del gobierno durante ese lapso. De hecho, muchos chilenos de izquierda que huían de Augusto Pinochet se exiliaron en Ecuador, especialmente entre 1973 y 1976.
Después de 1972, los partidos políticos pedían un pronto retorno al orden constitucional democrático. Ante lo cual Rodríguez Lara fue terminante: "No permitiré que los partidos políticos se conviertan en tutores del gobierno". 
Su gobierno retomó la Constitución de 1945, formando un gabinete mixto, en el que las principales carteras quedaban en manos de oficiales militares en servicio activo. Los partidos políticos mantenían la esperanza de un pronto retorno a la democracia, hasta que Rodríguez Lara anunció su plan quinquenal, empezando a ejercer el poder asesorado por un Consejo de Gobierno, integrado por militares de las tres ramas de las Fuerzas Armadas,que luego fue suplantado por una Comisión Legislativa. 

### Medidas represivas y persecución política
Sus principales medidas represivas se dieron al inicio de su cargo, disminuyendo con el paso del tiempo: 
- Tras su llegada al poder decretó el "estado de sitio" y lo mantuvo vigente por cerca de cuatro años.
- Encarceló a varios periodistas que lo criticaron.
- En octubre de 1973 hizo confinar en la Amazonía a varios líderes opositores por varios meses, tras fuertes críticas.
- Tuvo que enfrentar una violenta ola de protestas estudiantiles, especialmente en Guayaquil, en una de las cuales resultó herida Rosa Paredes, dirigente de los profesores y militante comunista, quien recibió el impacto de una bomba lacrimógena en su cuello y murió poco después.

- Investigó, con un cierto apoyo inicial de la opinión pública, a algunos altos funcionarios del régimen velasquista, como Alfonso Arroyo Robelly, quien fue absuelto luego de varios meses en la cárcel.
- También intervino la Corte Suprema de Justicia e instauró los "Tribunales Especiales", que buscaban agilizar la administración de justicia, sobre todo en casos de delitos de "subversión", pero fueron suprimidos tras denuncias de abusos y casos de corrupción.
- El 18 de abril de 1974, el canal 2 de Guayaquil (Ecuavisa) informó sobre una serie de movimientos al interior de las Fuerzas Armadas para sacar del poder a Guillermo Rodríguez Lara, ante lo cual el gobierno despachó a un contingente de militares a clausurar la emisora por “esparcir rumores noticiosos”.

### Plan de gobierno y desempeño económico
Rodríguez Lara anunció un plan de gobierno de tendencia nacionalista y revolucionaria, cuyos pilares eran dos documentos: "Principios filosóficos y plan de acción del Gobierno" y "Plan integral de transformación y desarrollo". Mismos que no llegaron a ser implementados. Uno de los hitos de su gobierno fue haber pagado íntegramente el saldo de la deuda que se mantenía con Inglaterra, conocida como la "deuda inglesa", la cual había sido contraída durante la guerra de la independencia del Ecuador, para financiarla.
Como fundamento del mandato de Rodríguez Lara se proclamó un Movimiento Nacionalista Revolucionario, que proponía la transformación social y económica del Ecuador, utilizando los recursos económicos petroleros. Durante su mandato, comenzó la producción petrolera masiva en la región amazónica del país y con los fondos obtenidos se construyeron hospitales, centros de salud, consultorios, escuelas, caminos, carreteras (se asfaltó la carretera de Quito a Tulcán). También se construyó la refinería petrolera de Esmeraldas. 

#### Explotación yboompetrolero
Su desempeño económico estuvo marcado por la bonanza petrolera, en 1972 se inició la explotación con un precio de $ 2,50 por barril de crudo, alcanzando los $ 13,90 en 1975, dando inyección de recursos que llevó a que al presupuesto de $ 1.920 millones se sumen $ 800 millones solamente por la exportación de crudo. Según un informe emitido por la Corporación Financiera Ecuatoriana (Cofiec) para el bienio 1973-1974: el crecimiento global se aproximaba al 13 por ciento, el industrial al 14, el comercial al 7.43, el de la banca, seguros e inmuebles al 12.3 y el de la construcción al 8.2. El producto per cápita había subido de 279 dólares en 1970 a 613 en 1975. Por otra parte, se produjo un decrecimiento  del sector agropecuario lo que generó una escasez creciente y el alza del costo de los alimentos. Entre los años 1970 y 1979 el endeudamiento público creció 12,41 veces y el privado se incrementó 57,89 veces. Se inició la exportación de petróleo con la nacionalización de parte de los bienes y derechos de las compañías petroleras extrajeras, la versión de las concesiones, la promulgación de una nueva Ley de Hidrocarburos. El 28 de julio de 1973 Ecuador ingresó a la OPEP “Organización de Países Exportadores de Petróleo” con 250.000 barriles diarios de petróleo.
El Ecuador aumentó sus ingresos petroleros de en torno a los 44.4 millones de sucres en 1971 a 3.303.5 millones de sucres en 1974. Para 1974 los ingresos petroleros aportaban el 29% de los ingresos fiscales. Asimismo, la economía mantuvo una tasa anual de crecimiento de 8.4% entre 1973 y 1979. El 17 de agosto de 1972, el Estado ecuatoriano realizó la primera exportación de 308.283 barriles de petróleo desde el puerto de Balao. Cada barril se vendió a un precio de USD 2,34. Además, se estableció que los contratos petroleros podían durar un máximo de 20 años y su extensión se fijó en 200.000 hectáreas, con lo cual las compañías devolvieron el 80% de sus concesiones que les fueron otorgadas originalmente por 50 años. Se revisaron las concesiones a compañías extranjeras y se establecieron condiciones mucho más ventajosas para el país. Se canceló la concesión de gas del Golfo de Guayaquil. Se robusteció al consorcio estatal CEPE, y se inició la construcción de la refinería estatal de Esmeraldas. Luego se adquirió la participación de la Gulf en su consorcio de Texaco y revirtió al Estado la concesión de la Anglo.

#### Reforma agraria
En su "Filosofía y Plan de Acción" el gobierno de Rodríguez Lara había anunciado la implementación de una "reforma agraria real y efectiva", aunque en la práctica el Instituto Ecuatoriano de Reforma Agraria y Colonización (IERAC) utilizó solamente el 25 por ciento de su presupuesto asignado entre 1973 y 1975.

#### Adquisiciones de armamento y equipos militares
En 1974, con la llegada al poder del general Augusto Pinochet en Chile se dio inicio a una carrera armamentista entre aquel país y Perú. Eso causó preocupación en el gobierno, el cual pretendía modernizar su propio equipo bélico. La Fuerza Aérea del Ecuador recibió sus primeros aviones de combate supersónicos, los cazabombarderos Sepecat Jaguar, de fabricación anglo-francesa en 1975. También se contrató en Alemania la construcción de tres lanchas rápidas equipadas con misiles Exocet para la Armada y dos submarinos alemanes de la clase 209.

### Ministros de Estado
| Ministerio                                       | Ministro                                   |
| ------------------------------------------------ | ------------------------------------------ |
| Ministerio de Defensa                            | Gral. Víctor Aulestia                      |
| Ministerio de Defensa                            | Grad. Marco Almeida Jativa                 |
| Ministerio de Industrias, Comercio e Integración | Francisco Rosales Ramos                    |
| Ministerio de Salud Pública                      | Crnel. Raúl Maldonado Mejía                |
| Ministerio de Obras Públicas                     | Rafael E. Rodríguez P.                     |
| Ministerio de Obras Públicas                     | Cnel. Raúl Puma                            |
| Ministerio de Agricultura y Ganadería            | Guillermo Maldonado Lince                  |
| Ministerio de Agricultura y Ganadería            | Crnel de A. Sergio Crespo Montero          |
| Ministerio de Educación                          | Gral. Brgda. Vicente Anda Aguirre          |
| Ministerio de Educación                          | Crnel. de E. M. Guillermo Durán Arcentales |
| Ministerio de Recursos Naturales y Energéticos   | Cap. de Nav. Gustavo Jarrín A.             |
| Ministerio del Interior                          | Gral. Galo LaTorre                         |
| Ministerio del Interior                          | Alm. Alfredo Poveda Burbano                |
| Ministerio del Interior                          | Crnel. de E. M. Guillermo Durán Arcentales |
| Ministerio de Finanzas y Crédito Público         | Jaime Morillo Battle                       |
| Ministerio de Finanzas y Crédito Público         | Néstor Vega Moreno                         |
| Ministerio de Finanzas y Crédito Público         | Enrique Salas Castillo                     |
| Ministerio de Finanzas y Crédito Público         | Jaime Moncayo García                       |
| Ministerio de Producción                         | Crnel. de E.M. Rodolfo Proaño T.           |
| Ministerio de Producción                         | Guillermo Maldonado Lince                  |
| Ministerio de Producción                         | Felipe Orellana                            |
| Ministerio de Relaciones Exteriores              | Antonio José Lucio Paredes                 |
| Ministerio de Relaciones Exteriores              | Crnel. Carlos Aguirre Asanza               |
| Ministerio de Recursos Naturales y Energéticos   | Cap. de Navío Luis Salazar Landeta         |
| Ministerio de Recursos Naturales y Energéticos   | Coronel de E. M. Jaime Dueñas              |
| Ministerio de Recursos Naturales y Energéticos   | Contralmirante Gustavo Jarrín Ampudia      |
| Ministerio de Trabajo y Bienestar Social         | Salvador Chiriboga                         |
| Ministerio de Trabajo y Bienestar Social         | Ramiro Larrea Santos                       |
| Ministerio de Trabajo y Bienestar Social         | Crnel. Francisco Aguirre A.                |
| Secretaría de la Administración Pública          | Crnel. Carlos Aguirre Asanza               |
| Secretario General de Planificación              | Pedro Aguayo Cubillo                       |
| Fuente:                                          |                                            |

### Desgaste del régimen e Intento de golpe de Estado en agosto de 1975
Hacia 1974 el régimen perdió el soporte inicial del pueblo, que se mostraba visiblemente desencantado porque las riquezas del petróleo no se filtraban en una proporción suficiente con respecto al constante aumento del costo de la vida. Los partidos políticos de inclinación centrista y derechista reclamaban el retorno al régimen forma. La oligarquía y las compañías petroleras intrigaban en el escenario político con algunos militares de orientación derechista. El gobierno comenzó a referirse a un plan de retorno a la democracia. Las medidas económicas adoptadas a mediados de 1975 para corregir la debilidad de la reserva monetaria internacional despertaron el rechazo de los grupos dirigentes del comercio. 
El 31 de agosto de 1975, en connivencia con políticos agrupados en un "Frente Cívico", el general Raúl González Alvear y otros generales del Ejército se alzaron en armas con el objetivo concreto de derrocar al gobierno y establecer otro régimen, que dejó un saldo de 22 muertos. El alzamiento fue dirigido desde una funeraria cercana al palacio de gobierno y produjo serios enfrentamientos entre las distintas facciones del ejército que intervinieron. El escenario de los combates fue principalmente el centro histórico de Quito. El fracaso de la intentona golpista se debió al apoyo que obtuvo el general Rodríguez Lara de la brigada blindada "Galápagos". González Alvear advirtió que no contaba con el apoyo de la marina ni de la fuerza aérea, por lo que tuvo que desistir de su intento y rendirse. Posteriormente se exilió en Chile.

### La salida del poder
Cuatro meses después de la intentona golpista, los comandantes generales del ejército, la marina y la aviación lo presionaron para que renunciara a su cargo, y finalmente lo relevaron del mando el 11 de enero de 1976. Su salida se realizó por medio de un pacto con los altos jefes militares que le permitió realizar el matrimonio de su hija en el Palacio de Carondelet días antes de entregar el mando, y organizar él mismo el traspaso del poder entre honores militares. El mismo día en que entregó el poder se trasladó a su ciudad natal, Pujilí. Rodríguez Lara fue sucedido por el Consejo Supremo de Gobierno, un triunvirato militar integrado por el Almirante Alfredo Poveda Burbano, en representación de la Armada del Ecuador; el General Guillermo Durán Arcentales, en representación del Ejército del Ecuador, y el General Luis Leoro Franco, en representación de la Fuerza Aérea del Ecuador. El triunvirato estaba presidido por el Almirante Poveda Burbano y duró en el poder hasta agosto de 1979.

## Actividad posterior a la salida de la presidencia
Al dejar el gobierno, el general Guillermo Rodríguez Lara abandonó completamente la vida pública y política, pasando a estar la mayor parte del tiempo en sus propiedades rurales en la provincia de Cotopaxi, dedicándose a la ganadería, al cultivo de palma africana, obtención de palmitos, etcétera. Su propiedad está ubicada en el sector de Tigua Centro, a unos 40 kilómetros de distancia de Pujilí. A partir del momento en que cesó en el cargo no ha vuelto a figurar en política y sus incursiones públicas han sido casi nulas, breves o de muy bajo perfil. Su última aparición en los medios de comunicación fue en 2014, en el programa Visión 360 de la cadena Ecuavisa.

## Declaraciones a la prensa
De sí mismo, Rodríguez Lara declaró lo siguiente a la prensa:

Los bienes que poseo, expresó en una entrevista concedida al historiador Eduardo Muñoz Borrero, "y que se encuentran detallados en mis declaraciones hechas ante la Nación y el notario público, tanto al inicio de mi Gobierno como al final de mi gestión, los adquirí con mi esfuerzo personal y con el de mi esposa".